# فردریک گدون
فردریک گدون (فرانسوی: Frédéric Guesdon‎؛ زادهٔ ۱۴ اکتبر ۱۹۷۱) دوچرخه‌سوار اهل فرانسه است.